# Fotocoagulación retiniana

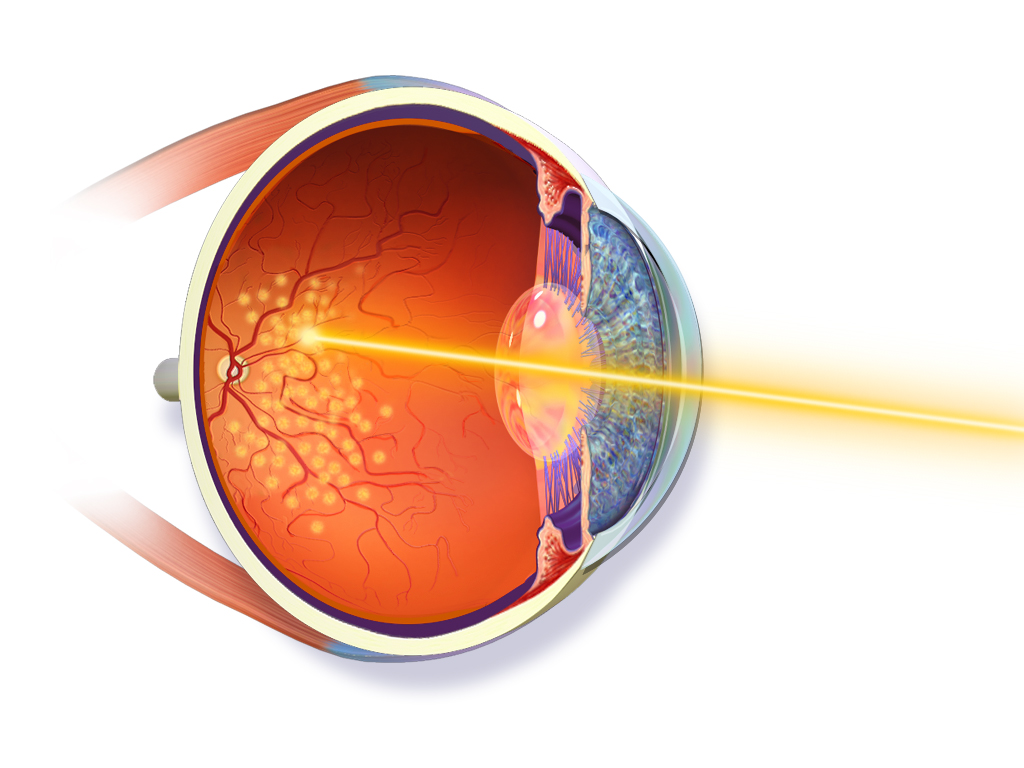
Fotocoagulación por láser

La fotocoagulación retiniana es un procedimiento terapéutico que se utiliza en oftalmología. Consiste en la aplicación de un haz láser sobre la estructura más profunda del ojo, la retina, con objeto de producir de forma intencionada una quemadura terapéutica en un área seleccionada de la misma. Es una de las mejores opciones de tratamiento de la retinopatía diabética.
El láser es un rayo de luz de características especiales, por lo que se puede enfocar de forma muy precisa sobre un punto de la retina. Se aplica mediante cortos disparos sucesivos que coagulan vasos sanguíneos anormales, reparan desgarros en la retina o destruye tejidos anormales que afectan a la capacidad visual. La finalidad es tratar diversas enfermedades oculares mediante la destrucción de zonas isquémicas (con falta de oxígeno), exudativas (depósitos anormales), proliferativas (con proliferación de nuevos vasos sanguíneos) o tumorales. Puede tratarse un área pequeña de la retina, o una zona extensa, en cuyo caso la técnica se denomina fotocoagulación panretiniana. 
Existen numerosos estudios que avalan la eficacia de este tratamiento con el cual se ha conseguido evitar el deterioro de la capacidad visual que acompaña a diferentes enfermedades, como la retinopatía diabética y el desprendimiento de retina. Antes de la existencia de la fotocoagulación retiniana, la retinopatía diabética, por ejemplo, conducía con frecuencia a la pérdida total de visión.